# آشاغی اوچ‌کوواش
آشاغی اوچ‌کوواش (به لاتین: Ashagy-Uchkovash) یک منطقه مسکونی در جمهوری آذربایجان است که در شهرستان آق‌داش واقع شده است.